# اتحاد سانت لوسيا لكرة القدم
تأسس اتحاد سانت لوسيا لكرة القدم في عام 1979م وانضم إلى الاتحاد الدولي لكرة القدم في 1988 م.

## روابط خارجية
- سانت لوسيا على موقع الفيفا